# Cyprinodon nazas
Cyprinodon nazas és una espècie de peix de la família dels ciprinodòntids i de l'ordre dels ciprinodontiformes.
Els adults poden assolir fins a 5 cm de longitud total. Es troba a Mèxic a Nord-amèrica.